# 柿谷曜一朗
柿谷曜一朗（日语：／ Kakitani Yōichirō，1990年1月3日—），已退役日本足球運動員，司職進攻中場，曾效力日乙球隊德島漩渦，前日本國家足球隊成員。2025年1月18日宣佈退役。

## 俱乐部生涯
1990年1月3日，柿谷曜一朗出生于日本大阪市。1994年，4岁的柿谷曜一朗进入大阪樱花旗下的足球学校接受训练。2005年，柿谷曜一朗成为大阪樱花青少年梯队中首个入选日本足球国少队的球员，创造了俱乐部历史。
2006年1月，年仅16岁正在高中就读的柿谷曜一朗与大阪樱花一线队签订职业合同，柿谷曜一朗成为大阪樱花史上最年轻的职业球员。5月，柿谷曜一朗到国际米兰足球俱乐部和阿森纳足球俱乐部青年队进行短期训练。 11月26日，在日职联赛第33轮大阪樱花对阵大宫松鼠的比赛中，柿谷曜一朗首次在职业比赛亮相。
2007年，大阪樱花降级至日乙联赛，2007年，柿谷曜一朗得到更多的出场机会。4月28日，在联赛第12轮大阪樱花对阵群马草津温泉的比赛中，柿谷曜一朗踢进职业生涯的首个进球，柿谷曜一朗也以17岁3个月25日的年龄成为日职联赛最年轻的进球球员。
2008年赛季中段，乾貴士从横滨水手转会加盟球队后，柿谷曜一朗的出场时间大幅度减少，赛季出场24次一无所获。2008年6月23日，柿谷曜一朗远赴西班牙聯賽球會皇家马德里足球俱乐部留学7日。
2009年3月22日，在日乙联赛第3轮大阪樱花和栃木SC比赛后，球队主教练勒维尔·库尔皮指出柿谷曜一朗缺乏职业意识，和同期的香川真司相比形成巨大的反差。 6月7日，在日乙联赛第20轮大阪樱花和冈山绿雉的比赛中，柿谷曜一朗梅开二度。但在第二天，柿谷曜一朗因迟到和勒维尔·库尔皮发生严重冲突。  一周后，即2009年6月18日，大阪樱花宣布将柿谷曜一朗租借到德岛漩涡。
2009年6月18日，在和大阪樱花主帅勒维尔·库尔皮发生严重冲突一周后，柿谷曜一朗从大阪樱花租借到德岛漩涡。柿谷曜一朗立即在德岛漩涡站稳脚跟，行为问题也逐渐得到改善。 2011年赛季，他被任命为球队的副队长， 并率领球队位居联赛积分榜前列，可惜最后仅获得第四名无缘升级。
2012年1月，柿谷曜一朗结束租借返回处于日职联赛的大阪樱花。柿谷曜一朗在2012年賽季获得日职足球联赛球员优秀奖。
2014年2月25日，在亚冠联赛小组赛E组首轮大阪樱花客场对阵南韩經典K聯賽球隊浦项制铁的比赛中，柿谷曜一朗打进一球，帮助大阪樱花1-1战平浦项制铁。
2014年3月11日，在亚冠联赛小组赛次轮大阪樱花主场1-3负于山东鲁能的比赛中，柿谷曜一朗打入1球。在日职联赛大阪樱花2-1击败了名古屋鲸鱼的比赛中，柿谷曜一朗建功帮助球队取得比赛的胜利。
2014年7月7日，柿谷曜一朗转会至瑞士超級足球聯賽的巴塞尔足球俱乐部，双方签约为期4年。8月12日，在瑞士超级足球联赛第4轮巴塞尔4-1战胜苏黎世足球俱樂部的比赛中，柿谷曜一朗打入自己的欧洲赛场首球，并有1次助攻。
2014至15年賽季，帮助巴塞尔获得瑞士足球超级联赛冠军。
2016年1月4日，柿谷曜一朗转会至大阪樱花。6月8日，在大阪樱花战胜长崎成功丸的日乙联赛中，柿谷曜一朗右脚踝韧带损伤，其后一直伤缺伤停三个月。8月2日，柿谷曜一朗接受右脚踝手术。
2017年2月28日，柿谷曜一朗以大阪樱花球队队长身份在联赛开幕式上进行宣誓。4月1日，在日职联赛第5轮大阪樱花2-0战胜横滨水手的比赛中，柿谷曜一朗打入1个点球。7月17日，在大阪樱花1-3负于西甲球队塞维利亚足球俱乐部的友谊赛中，柿谷曜一朗助攻里卡多·桑托斯打入1球。 9月12日，柿谷曜一朗入选日职联赛第25轮的最佳阵容。11月5日，柿谷曜一朗率领大阪樱花以2-0的比分击败川崎前锋，获得2017年赛季日本联赛杯冠军，而这也是大阪樱花队史上的首个冠军。
12月24日，名古屋鲸鱼官方宣布，大阪樱花球员柿谷曜一朗转会加盟球队。
柿谷曜一朗在2022年冬天离开了名古屋鲸鱼加盟了德岛漩涡，首轮比赛他得到了首发机会。这是柿谷曜一朗时隔11年零78天后再次代表得到出战。

## 国家队生涯
2006年9月，柿谷曜一朗代表日本17歲以下足球代表隊参加在新加坡舉行的第12屆亞足聯U16少年錦標賽，柿谷曜一朗在该届赛事中射进4球，帮助日本队时隔12年后第二次捧得该项赛事冠军，当选最有价值球员，并被《足球》杂志评为世界百大新星之一。
2013年7月，柿谷曜一朗入选日本国家足球队并随队参加在韩国举行的2013年东亚杯。7月21日，柿谷曜一朗在代表国家队的首场比赛即取得进球，帮助球队3-3战平中國。 7月28日，在日本对战韩国的比赛中，柿谷曜一朗通过一次单刀和一次补射打入2球，成为日本足球历史上第一位绝杀南韓国家足球队的运动员，帮助日本以2-1战胜了韩国，首次夺得东亚杯冠军。11月20日，在日本3-2战胜比利時的友谊赛中，柿谷曜一朗助攻1球，打入1球。
2014年5月12日，柿谷曜一朗入选2014年世界杯日本队23人大名单，出战世界杯。6月3日，在美国佛罗里达州坦帕市举行的巴西世界杯前的热身赛中，补时的第2分钟，日本队长传被哥斯達黎加后卫头球解围不远，柿谷曜一朗跟进铲射破门，最终帮助日本以3-1逆转哥斯达黎加。在第20届世界杯足球赛上，柿谷曜一朗代表日本国家足球队替补出场2次。

## 個人生活
2009年，柿谷曜一朗在球队日常训练中经常迟到（共计6次）。
2016年12月8日，柿谷曜一朗与日本女演员丸高爱实在大阪市结婚。

## 外部連結
- 柿谷曜一朗 – FIFA國際賽競賽紀錄 (存檔)
- Yoichiro Kakitani – Cerezo Osaka official site
- Yoichiro Kakitani （页面存档备份，存于） – Transfermarkt
- Japan National Football Team Database （页面存档备份，存于）
- 日本職業足球聯賽中的柿谷曜一朗 （日語）
- Profile at Cerezo Osaka （页面存档备份，存于）
- Personal Site （页面存档备份，存于）